# Batrachedra amydraula
Batrachedra amydraula ist ein Schmetterling (Nachtfalter) aus der Familie der Batrachedridae.

## Merkmale
Die Falter erreichen eine Flügelspannweite von 11 bis 12 Millimeter. Der Kopf ist ockerfarben grau und hat seitlich weiße Streifen, die von der Fühlerbasis bis zum Halsbüschel reichen und dort breiter werden. Die Fühler sind ockerfarben grau und undeutlich braun geringelt. Die ersten vier Segmente sind ockerfarben grau. Der Thorax ist ockerfarben grau und lateral gelblich weiß. Die Tegulae sind gelblich weiß und ockergrau gesprenkelt. Die Vorderflügel sind fahl gelb bis gelblich weiß. Die dorsale Hälfte bis zur Kostalfalte und die Hälfte über der Kostalfalte sind dicht mit braunen Schuppen bedeckt, sodass in der Mitte ein fahlgelber Strich entsteht, in den nur wenige braune Schuppen eingestreut sind. Kurz vor der Mitte des Vorderflügels befindet sich auf der Kostalfalte ein undeutlicher brauner Strich. Im fahl gelben Strich befinden sich bei 3/5 und 4/5 braune Flecke. Die Fransenschuppen sind ockerfarben grau. Die Hinterflügel glänzen fahlgrau.

### Ähnliche Arten
B. amydraula ist kleiner und kann von Batrachedra parvulipunctella auch durch den fahlgelben Längsstrich auf den Vorderflügeln unterschieden werden.

## Verbreitung
Batrachedra amydraula ist in Nordafrika, im Nahen und im Mittleren Osten beheimatet. Im Osten reicht das Verbreitungsgebiet bis nach Indien.

## Biologie
Die Raupen entwickeln sich an der Echten Dattelpalme (Phoenix dactylifera). Dabei beißen sie am Stängelende ein Loch hinein, durch das sie in die jungen Früchte eindringen und dabei das Fruchtfleisch und die weichen Samen schädigen. Die Verletzungen, die den Bäumen dabei zugefügt werden, führen zu beträchtlichen Ertragsverlusten. Die Falter fliegen von März bis August in drei Generationen. B. amydraula ist einer der bedeutendsten Schädlinge der Dattelpalme und ist im englischen Sprachraum als "lesser date moth" bekannt.